# Gerald Gutierrez
Gerald Gutierrez (Brooklyn, 3 febbraio 1950 – Brooklyn, 29 dicembre 2003) è stato un regista teatrale statunitense, vincitore di due Tony Award per il suo lavoro a Broadway.

## Biografia
Dopo gli studi alla Juilliard School, Gerland Gutierrez entrò nel mondo dello spettacolo in veste di attore prima di dedicarsi alla regia nell'Off-Broadway a partire dagli anni ottanta. Collaborò spesso con il Lincoln Center di Broadway, dirigendo acclamati allestimenti di L'ereditiera (1995), Un equilibrio delicato (1996) e Dinner at Eight (2002). Per L'ereditiera e Un equilibrio delicato Gutierrez vinse il Tony Award alla miglior regia di un'opera teatrale nel 1995 e nel 1996.